# Thomas Basil Humphreys
Pour les articles homonymes, voir Thomas Humphreys et Humphreys.
Thomas Basil Humphreys (10 mars 1840-26 août 1890) est un homme politique canadien de la Colombie-Britannique. Il est député provincial indépendant de la circonscription britanno-colombienne de Lillooet de 1871 à 1875, de Victoria de 1875 à 1882, ainsi que de Comox d'une élection partielle en 1887 à 1890.

## Biographie
Né à Liverpool en Angleterre, Humphreys étudie à Walton-on-the-Hill (en). Après un passage en Californie, il s'installe en Colombie-Britannique en 1858. L'année suivante, il est engagé comme constable de Fort Hope et est ensuite transféré à Port Douglas (en). Il démissionne en 1860 pour travailler comme mineur jusqu'en 1864. S'installant ensuite à Lillooet, il y travaille comme encanteur et comme conveyancer (en). À Lillooet, il vit avec Lucy Semo, considéré comme la fille du chef des Chehalis (en), et ses deux enfants. Plus tard, la fille de Humpreys et Watkins, Josephine Virginia Edwards est envoyée à la St. Mary's Indian Residential School (en) (aujourd'hui à Mission) et deviendra une figure proéminente de la communauté.
Élu au Conseil législatif de la Colombie-Britannique (en) en 1868, il est supporteur de l'union de la colonie de la Colombie-Britannique (en) avec le Canada. Il est suspendu du conseil en 1870 après avoir critiqué Joseph Trutch et d'autres membres du conseil durant un évènement public. Réélu en novembre de la même année par ses électeurs, il introduit une motion de motion de censure qui entraine la chute du gouvernement de John Foster McCreight en 1872. En février 1876, il est nommé ministre des Finances et de l'Agriculture. Démissionnant peu de temps après en juillet, Humphreys revient au cabinet à titre de ministre des Mines et Secrétaire provincial de 1878 à 1882. Il tente sans succès de briguer un siège de député au fédéral. Il retrouve un siège de député au provincial lors d'une élection partielle en 1887,.
Humphreys contribue à promouvoir la construction de la Lillooet Cattle Trail (en) construite entre 1875 à 1877. Il meurt en fonction à Victoria à l'âge de 50 ans.